# Vilhelm Wolfhagen

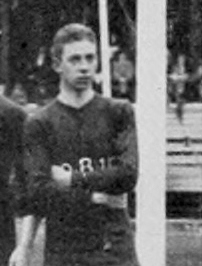

Vilhelm Wolfhagen, född 11 november 1889 i Köpenhamn, död 5 juli 1958 i Frederikshavn, var en dansk fotbollsspelare.
Wolfhagen blev olympisk silvermedaljör i fotboll vid sommarspelen 1912 i Stockholm.